# Vitbalans
Vitbalans är ett begrepp inom fotografin som beskriver hur den fotografiska bilden är anpassad till den färgtemperatur som råder vid fotograferingstillfället.

## Kameror för film
Det mänskliga ögat uppfattar en vit yta som vit både i solljus och i ljuset från en vanlig glödlampa, men kamerans film klarar inte att korrigera på det sättet. Med vanlig färgfilm där vitbalansen är anpassad för solljus kommer vita färger i glödlampsljus att se gula ut. För att råda bot på detta kan man i stället använda film med vitbalans för inomhusbelysning. Använder man sådan film utomhus kommer vita färger att få en blå ton. Vitbalansen kan också korrigeras med färgbalansfilter.

## Digitalkameror

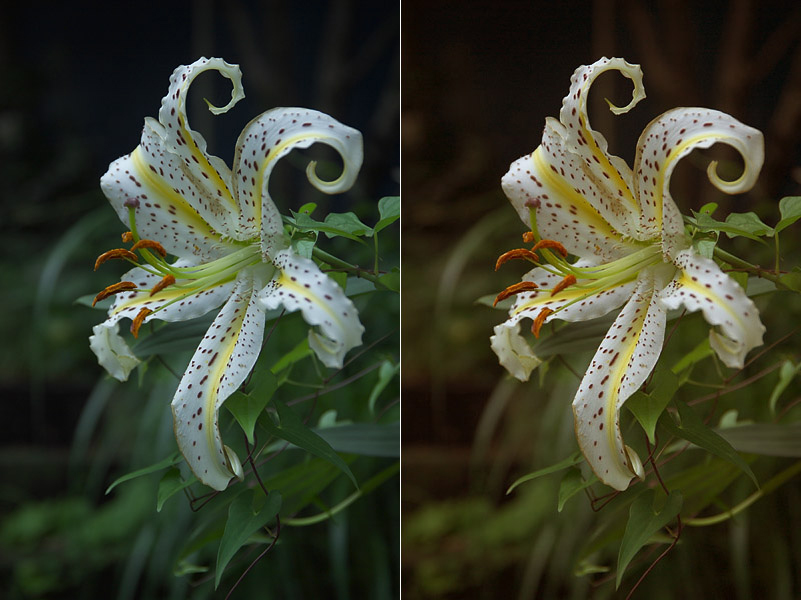
Den vänstra halvan visar fotot som det kom från digitalkameran. Den högra halvan visar fotot justerat för att göra en grå yta neutral i samma ljus.

I digitala kameror måste vitbalansen för kamerans bildsensor anpassas till rådande belysning, och det kan göras det manuellt eller automatiskt beroende på kameratyp. Avsikten med denna justering är att återge specifika färger – särskilt neutrala färger – korrekt. Därför kallas den generella metoden ibland för gråbalans, neutralbalans eller vitbalans. Vitbalans kallas så på grund av att justeringen görs för att få ett vitt föremål (som ett papper eller en vägg) att se vitt ut och inte blåaktigt eller rödaktigt.
Att välja inställning på digitalkamera efter ljusförhållandena är ett sätt för användaren att indikera för processorn vilken korrigering som önskas. Ett annat alternativ på vissa kameror är att rikta kameran mot ett grått kort eller annat neutralt färgat föremål, vilket gör det möjligt för digitalkameran att ställa in rätt färgbalans för ljuset.
De flesta digitalkameror har möjlighet att välja färgkorrigering baserat på typen av ljusförhållandena, med antingen manuellt val av ljus, automatisk vitbalans eller anpassad vitbalans. Algoritmerna för dessa processer gör en generaliserad kromatisk anpassning.

## Kromatiska färger
Att färgbalansera en bild påverkar inte bara de neutrala färgerna utan även andra färger. Människor relaterar till hudens färgtoner mer kritiskt än andra färger. Träd, gräs och himmel kan alla avvika i färg, men om den mänskliga huden har fel färgton kan personen se sjuk eller död ut. En bild som inte är färgbalanserad sägs ha en färgton, eftersom allt i bilden ser ut att ha förskjutits mot en färg.

## Korrigering före och efter
Det finns möjlighet att korrigera vitbalansen för bildfilerna i efterhand i datorprogram för bildbehandling. Viggiano fann dock att vitbalansering i kamerans inbyggda RGB-färgmodell tenderade att producera mindre förvrängning av färgerna än i monitor RGB för över 4000 hypotetiska uppsättningar av kamerakänsligheter.  Denna skillnad uppgick vanligtvis till en faktor på mer än två till förmån för kamera RGB. Det betyder att det är fördelaktigt att få färgbalansen precis vid den tidpunkt då en bild tas, snarare än att redigera senare på en bildskärm. Om man måste färgbalansera senare, kommer balansering av råbildsdata att tendera att ge mindre förvrängning av kromatiska färger än balansering i monitorns RGB.